# گابور گرگی
گابور گِرگِی (مجاری: Gergely Gábor؛ زادهٔ ۱۹۵۳) یک بازیکن تنیس روی میز اهل مجارستان است.
وی در مسابقات کشوری و بین‌المللی در مجموع برنده ۵ مدال طلا، ۴ مدال نقره، ۳ مدال برنز شده‌است.